# Випо: Приключения летающего пса
Випо-путешественник, или Випо: Приключения летающего пса — мультипликационный сериал о летающем щенке по имени Випо. Сериал был дублирован на множество языков и теперь транслируется в различных странах мира, в том числе в Германии, Франции, Израиле, Италии, Чехии, Словакии, Испании, Финляндии, Польше, Хорватии, Венгрии, России, Украине, Турции и др.
Випо — собака, умеющая летать. Он и его друзья — аист Генри и игрушечная кошка Бетти — отправляются в кругосветное путешествие. Они побывают в разных странах и узнают много нового о других нациях и культурах.

## Список серий
Первый сезон
1. Зальцбург
2. Вена
3. Венеция
4. Рим
5. Мадрид
6. Париж
7. Мюнхен
8. Гамбург
9. Амстердам
10. Лондон
11. Швейцария
12. Шотландия
13. Россия
14. Афины
15. Севилья
16. Египет
17. Конго
18. Индия
19. Австралия
20. Бразилия
21. Мексика
22. Нью-Йорк
23. Япония
24. Китай
25. Домой

Второй сезон
1. Однажды в сказке
2. Повесть о двух деревнях
3. Камень на все времена
4. Атака гонгов
5. Сила цветов (Весенний квест, ч1)
6. Дело бабочки (Весенний квест, ч2)
7. Самый маленький гонг
8. Погром монстров
9. Большое переключение
10. Играть или не играть
11. Мираж (Летний квест, ч1)
12. Король Солнце (Летний квест, ч2)
13. Бетти - гогг
14. Кунг-фур
15. Ложная тревога
16. Великий потоп
17. Чтобы победить ветер (Осенний квест, ч1)
18. Императрица осени (Осенний квест, ч2)
19. Разделённая деревня
20. Песня для Сниффлза
21. Потерянный амулет
22. Фальшивый камень - настоящие проблемы
23. Гоггфут (Зимний квест, ч1)
24. Капитан зимы (Зимний квест, ч2)
25. Нежелательный сюрприз
26. В самый последний момент

## Персонажи
- Випо - летающая собака.
- Бетти - плюшевая игрушечная кошка.
- Генри - аист.
- Билли - бык.
- Доктор Тимли - морская свинка.
- Игорь - амурский тигр.
- Несси - Лох-несское чудовище.
- Винсент Ван Фокс - лисица-художник.
- Яо - китайская обезьяна.
- Йоши - мышь.
- Конго - горилла, любящая покомандовать.
- Рамзес - скарабей из Египта. Он считает Бетти богиней, потому что она кошка.
- Дон Леоне - самовлюбленный голубь.
- Дмитрий - козёл
- Повелитель Времени -  мудрый волшебник, управляет временем с помощью амулета, является человеком.
- Огг - гогг, правитель гоггов.
- Сниффлз - самый маленький гогг.
- Императрица весны - одна из повелителей сезонов, является бабочкой.
- Король Солнце - один из повелителей сезонов, является  игуаной.
- Владыка осени - одна из повелителей сезонов, является  совой.
- Капитан Валрусс - один из повелителей сезонов, является моржом.